# Karmazyn (ryba)

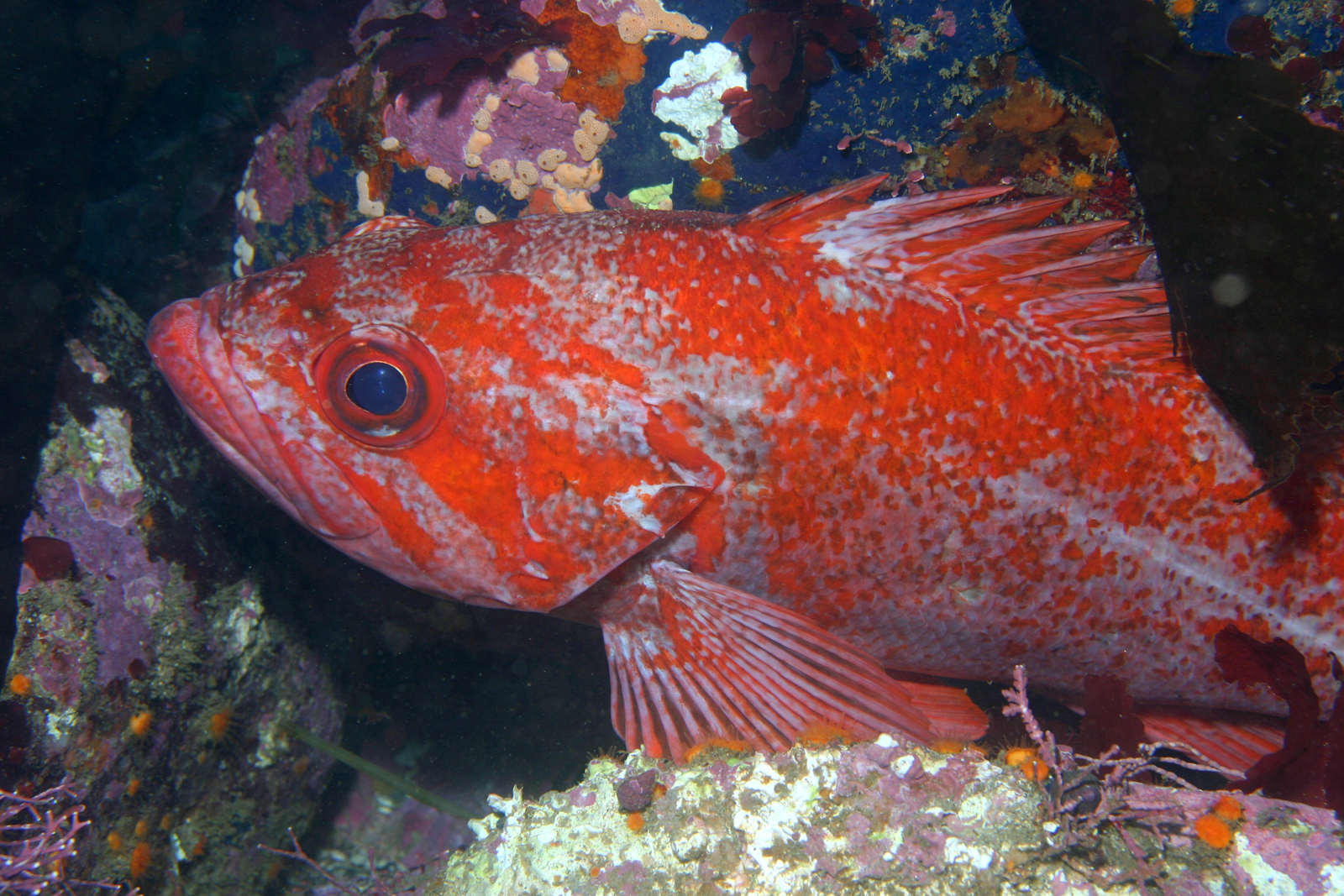
Sebastes miniatus

Karmazyn – nazwa kilkudziesięciu blisko ze sobą spokrewnionych gatunków atlantyckich ryb z rodziny Sebastidae. Część systematyków zalicza ją do rodziny skorpenowatych (Scorpaenidae) w randze podrodziny Sebastinae. Większość karmazynów wchodzi w skład rodzaju Sebastes (dawniej również Sebastodes i Sebastichthys), m.in.:
- karmazyn atlantycki[2][3] (Sebastes norvegicus)
- karmazyn arlekin[3] (Sebastes variegatus)
- karmazyn aurora[3] (Sebastes aurora)
- karmazyn bezkolcy[3] (Sebastes paucispinis)
- karmazyn białoplamy[3] (Sebastes helvomaculatus)
- karmazyn żałobny[3] (Sebastes entomelas)
- karmazyn mentela[4] (Sebastes mentella)
- karmazyn wermilon[2] (Sebastes miniatus).

Zwykle nazwą karmazyn określany jest pierwszy z wymienionych gatunków: Sebastes norvegicus.